# بی‌بی‌فاطمه میرجلیلی
بی‌بی‌فاطمه میرجلیلی شیمی‌دان ایرانی و استاد شیمی دانشگاه یزد است.
او به‌عنوان شیمی‌دان برگزیده در فهرست شیمیدانان برجسته ایران قرار دارد.